# Дятловы (дворянский род)
Дятловы (Дятловские) — древний русский дворянский род.
Потомство, выходца из духовного сословия, коллежского асессора Матвея Осиповича Дятлова внесено в III-ю часть дворянской родословной книги (18.11.1840).
Род внесён в список казачьих дворянских фамилий Войска Донского.

## Происхождение и история рода
Одного происхождения с Владычкиными: «Во дни княжения великого князя московского Василия I Дмитриевича (1389—1425), выехал из Литвы служить великому князю, вместе с князем Швитригайлом, Гаврила Дятлов и князь московский пожаловал его, Гаврила, в кормление в Зубцовском уезде селом Веденским, а Владычня тож, с деревнями в Новоторжском уезде селом Новым с деревнями». У Гаврилы дети Артемий Владычка и Василий, сын которого Михаил Васильевич был ловчим у великого князя Василия III Ивановича (1505—1533).
Василий Дятлов московский воевода (1478), в этом же году, вследствие присоединения Новгорода к Московскому княжеству, Семён Захарьевич описывает волости Новгородского владыки, отписанных на государя. Борис Васильевич ловчий великого князя Василия III Ивановича (1534). Андрей Васильевич описывал земли Шелонской пятины (1560-х). По делу о заговоре в земщине казнены Андрей и Григорий Дятловы (1568). Михаил Петрович воевода в Каргополе (1584). Фёдор Петрович владел поместьем в Рязанском уезде (1590-х).
Панка (Павел) Андронович вёрстан новичным окладом по Боровску (1628).

## Известные представители
- Дятлов Иван — подьячий приказа Большого дворца (1622).
- Дятлов Денис — подьячий патриарха Иоанника Киприота (1657), патриарший дьяк (1676)[6].